# Esquías
Esquías es un municipio del departamento de Comayagua en la República de Honduras.

## Toponimia
El nombre Esquías proviene de Esquipulas , ciudad en la República de Guatemala , donde en su templo católico se encuentra un "Cristo Negro".

## Límites
A 140 km al noroeste de Tegucigalpa .
| Orientación | Límite                                       |
| ----------- | -------------------------------------------- |
| Norte       | Municipio de San Luis , Comayagua            |
| Norte       | Municipio de Minas de Oro , Comayagua        |
| Sur         | Municipio de Cedros , Francisco Morazán      |
| Sur         | Municipio de Comayagua , Comayagua           |
| Este        | Municipio de El Porvenir , Francisco Morazán |
| Oeste       | Municipio de San Jerónino , Comayagua        |

## Población
La comunidad tiene una población de 22,256 habitantes y en sus alrededores viven 20,519 habitantes en las aldeas, según estimaciones de julio de 2020.

## Turismo
El Parque tiene una historia y belleza escénica envidiable.
Recientemente la municipalidad ha iniciado el empedrado de sus calles, para realzar su carácter de Pueblo Colonial.
Uno de los edificios coloniales y más antiguos que se ubica frente del parque central fue renovado para la nueva biblioteca (antes era el Centro Comunal). La Biblioteca pública tiene servicio de internet, así como otros centros de acceso a Internet, telefonía pública estatal, telefonía móvil, televisión por cable.
Se destaca el Templo Católico, donde se encuentra un "Cristo Negro" de cuya reminiscencia histórica hablan los pobladores.

## Política
| Puesto      | Titular                          | Partido político   |
| ----------- | -------------------------------- | ------------------ |
| Alcalde     | Maximiliano Euceda Rodríguez     | Partido Nacional   |
| Vicealcalde | Víctor Abilio Guerrero Ramos     | Partido Nacional   |
| Regidor 1   | Donis Arnulfo Suazo Donaire      | Unidos por Esquías |
| Regidora 2  | Sandra Leticia Suazo Zavala      | Partido Nacional   |
| Regidora 3  | Brenda Angélica Suazo Suazo      | Unidos por Esquías |
| Regidor 4   | Óscar Donaire Cáceres            | Partido Nacional   |
| Regidor 5   | Luis Enrique Gómez Cruz          | Unidos por Esquías |
| Regidora 6  | Reina Isabel Torres Rodríguez    | Partido Nacional   |
| Regidora 7  | Jessica Belinda Amaya Rivera     | Partido Liberal    |
| Regidor 8   | Jersson Rudy Hernández Sarmiento | Alianza Patriótica |

## Infraestructura
Vías de comunicación desde Comayagua al Municipio de Esquías y lugares circunvecinos en pésimo estado, aun siendo este municipio uno de los mayores productores del aromático grano de café.

## División política
- Aldeas: 7 (2013).
- Caseríos: 131 (2013).

| Código administrativo | Aldea         |
| --------------------- | ------------- |
| 030401                | Esquías       |
| 030402                | El Oro Abajo  |
| 030403                | El Playón     |
| 030404                | Netapa        |
| 030405                | Peladeritos   |
| 030406                | Rancho Grande |
| 030407                | Río Chiquito  |